# Reintroducció de l'os al Trentino
Al llarg del segle xx, la població d'os bru europeu a la serralada dels Alps va registrar una lenta però inexorable disminució, degut a la reducció del seu habitat i la persecució directa per part de l'home. A principis dels anys noranta la situació era dramàtica i només a la regió més occidental de la Trentino (Itàlia) subsistia un darrer nucli residual, la reducció progressiva del qual permetia, però, albirar la seva imminent extinció local. A mitjans dels anys 90 ja no hi havia cap femella reproductora i només es tenia constància de l'existència de 3 ossos mascles, detectats mitjançant anàlisis genètiques de mostres d'excrements i pels. Per tal de revertir aquesta situació, el 1996 diverses administracions i entitats van col·laborar per dur a terme un ambiciós projecte de reforç poblacional i recuperació de l'espècie i evitar la seva desaparició definitiva a la regió.

## Introducció
L'os bru va tornar als Alps italians gràcies al «Projecte Life Ursus - protecció de la població d’ós bru Brenta», el projecte de reintroducció més important d'una espècie realitzat fins aquella data a Europa.
El projecte va ser plantejat pel Parc Natural Adamello Brenta (creat el 1988) en col·laboració amb la Província Autònoma de Trento (PAT) i amb l'assessorament de Institut Nacional per la Fauna Salvatge d'Itàlia (INFS), amb el suport de diverses entitats locals. Finançat amb fons Life de la Unió Europea, el projecte Ursus va iniciar-se el 1996, el mateix any que es posava en marxa la reintroducció de l'os als Pirineus.

## Elecció de l'origen
Per al reforç poblacional es van triar ossos de la mateixa subespècie europea a la que pertanyien els ossos remanents al Trentino (ursus arctos arctos). Concretament es van triar ossos pertanyents a la línia genètica occidental del refugi balcànic establert en la Glaciació de Würm. Finalment es va optar per Eslovènia com a país d'origen dels animals, donades les semblances de l'hàbitat i la facilitat d'extracció d'individus. Eslovènia aleshores ja comptava amb una població d'ossos en alça, no com altres poblacions del refugi balcànic com pot ser la que habita en els Abruzzos a Itàlia (os bru dels Apenins), on resten menys de 100 ossos. A més, els animals a reintroducir s'extreuen del contingent d'ossos destinats per Eslovènia a la caça, pel que el seu trasllat al Trentino va suposar un prolongament de la seva existència.

## Estatus de la població
Entre el 1999 i el 2002 es van alliberar 10 ossos (3 mascles i 7 femelles) d'Eslovènia, d'entre 3 i 6 anys. El 2002 es va produir la primera reproducció constatada des del començament del projecte de reintroducció. Entre el 2002 i el 2007 es van confirmar 13 ventrades. Des del 2005 hi ha hagut una major tendència a l'expansió de la població, sens dubte afavorida pel nombre moderat de joves presents (de 1,5 a 4 anys). Els moviments d'aquests individus van implicar províncies veïnes (Bolzano, Vicenza, Bèrgam i Brescia), així com estats veïns (Àustria, Suïssa i Alemanya) i indiquen una expansió territorial de l’ós.
L'última revisió de la UICN, del 2018, considerava que la població alpina d'ossos bruns estava en perill crític d'extinció (critically endangered - CR), tot i que en situació estable. A més, se sap que està connectada a la gran població ursina dels Balcans (estimada en gairebé 4.000 exemplars i en situació vulnerable - VU). Els ossos, principalment mascles joves, es dispersen de la població central del sud d'Eslovènia cap als Alps.
Gràcies al projecte de reintroducció, s’estima que (a finals del 2018) la població del nucli de l’ós bru del Trentino oscil·la entre els 60 i 78 individus, a més de tres exemplars conservats al parc de fauna salvatge de Spormaggiore.